# Daria Przybylak
Daria Przybylak z d. Paszek (ur. 30 sierpnia 1991 w Krotoszynie) – polska siatkarka, reprezentantka Polski. Gra również w siatkówkę plażową. Od sezonu 2018/2019 występuje w niemieckiej Bundeslidze, w drużynie Rote Raben Vilsbiburg.
W 2014 roku wraz z reprezentacją Polski wywalczyła awans do Mistrzostw Europy 2015.
Dotychczas wystąpiła w reprezentacji 18 razy (stan na koniec 2014).
W lutym 2018 roku wzięła ślub z Łukaszem Przybylakiem, który jest siatkarzem i trenerem siatkówki.

## Sukcesy

### Siatkówka halowa
Mistrzostwo Polski:
- 2008

### reprezentacyjne
Liga Europejska:
- 2014

Igrzyska Europejskie:
- 2015

### Siatkówka plażowa
- 2008 −  Brązowy medal Mistrzostw Europy do lat 20 w parze z Renatą Bekier[4]
- 2009 −  Brązowy medal Mistrzostw Europy do lat 20 w parze z Renatą Bekier[4]
- 2010 −  Złoty medal Mistrzostw Polski w siatkówce plażowej juniorek
- 2010 −  Brązowy medal Mistrzostw Europy do lat 20 w parze z Renatą Bekier[4]